# Zeisholz
Zeisholz ist ein Ortsteil der Gemeinde Schwepnitz im Freistaat Sachsen. Das Dorf ist der nordwestlichste Ort des Landkreises Bautzen und liegt an der Landesgrenze zu Brandenburg.

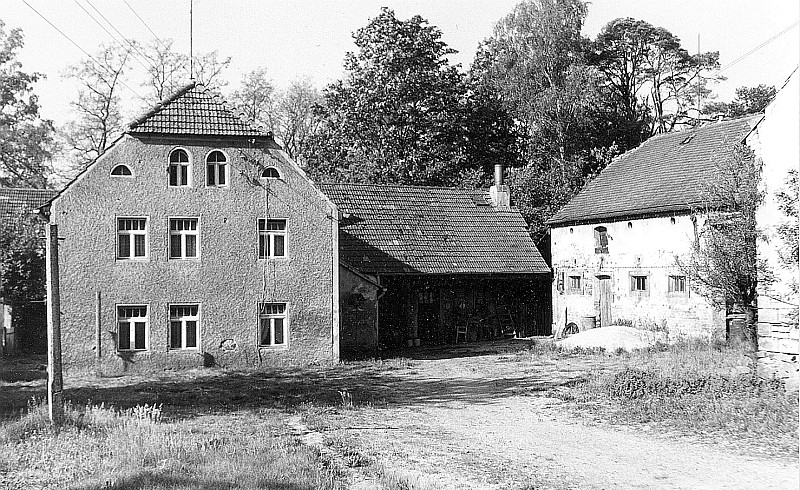
Wohngebäude der Neitschmühle

## Geographie

### Lage
Zeisholz liegt zehn Kilometer südlich von Ruhland inmitten der Königsbrück-Ruhlander Heiden. Das Straßendorf mit Gelänge- und Gutsblockflur erstreckt sich entlang eines kleinen Zuflusses zum Ruhlander Schwarzwasser. Zu Zeisholz gehören zwei Einzelgehöfte, die Neitschmühle (nordwestlich) und die Kohlstatt (südwestlich). Am westlichen Ortsrand befindet sich die Lieskwiese, ein Feuchtwiesengebiet. Das Dorf wird im Westen weiträumig von einer Vielzahl von alten Fischteichen umgeben, die vom Wasser des Schwarzen Borns gespeist werden. Südwestlich liegt die Teichkaskade der Fischzucht Kohlstatt (u. a. Erlteich, Mittelteich, Großer und Kleiner Quellteich, Eckteich, Moorteich und Mückenteich), westlich der Alte Teich, Wiesenteich, Brüchteich und Iltisteich sowie nordwestlich der Neitschmühlteich, Großteich und Kleeteich.
Das Dorf befindet sich in einer flachen Landschaft. Nach Süden hin erstreckt sich auf dem Gelände des ehemaligen Truppenübungsplatzes Königsbrück die Otterschützer Heide, sie ist heute Teil des Naturschutzgebietes Königsbrücker Heide. Auf der südlich im Heidewald gelegenen Schafbrücke überquerte vor der Errichtung des Truppenübungsplatzes der Heidefurtweg nach Zochau den Schwarzen Born.
Das nördlich an Zeisholz vorbeifließende Ruhlander Schwarzwasser bildet die Landesgrenze zu Brandenburg, auf brandenburgischem Gebiet erstreckt sich die Jannowitzer Heide.

### Nachbarorte
| Jannowitz, Kroppen                | Hermsdorf, Lipsa                            | Cosel        |
| Heinersdorf, Böhla, Naundorf      | Kompassrose, die auf Nachbargemeinden zeigt | Grüngräbchen |
| (Rohna) †, (Zochau) †, (Krakau) † | (Otterschütz) †                             | Schwepnitz   |

## Geschichte
Die erstmalige Erwähnung des Lausitzer Dorfes Cisow stammt aus dem Jahr 1453. Eine in älteren Schriften angegebene Ersterwähnung von 1248 ist nach neueren Quellenstudien nicht mehr haltbar. Der Ortsname ist sorbischen Ursprungs und bedeutet „Ort an einem Eibenwäldchen“ (vgl. obersorbisch ćis, „Eibe“). Weitere Namensform waren Czisolt (1455), Zeißholltz (1525), Zeißholtz (1584), Zeysa (1590), Deutsch Zeißholz (1791), Tzischow (1800) und Zeißholz (1875).
Im 16. Jahrhundert erwarben die Herren von der Kosel das Gut Zeisholz. Heinrich von der Kosel auf Zeisholz verkaufte 1580 seine Güter Zeisholz und Cosel für 10.000 Meißnische Gulden an Christoph von Schellendorff auf Königsbrück und verlegte seinen Sitz nach Dürrhennersdorf. Nachfolgend blieb das Dorf immer der Standesherrschaft Königsbrück untertänig, die in Zeisholz anstelle des Rittergutes ein Vorwerk bewirtschaftete. Eingepfarrt war Zeisholz stets nach Hermsdorf. Durch den Prager Frieden kam die Standesherrschaft 1635 mit der gesamten Lausitz unter kursächsische Herrschaft. 1749 entstand die Neitschmühle. Infolge des Wiener Kongresses wurde 1815 nördlich von Zeisholz entlang des Schwarzwassers die sächsisch-preußische Grenzlinie gezogen. Haupterwerbsquelle der Bewohner war die Land-, Forst- und Teichwirtschaft.

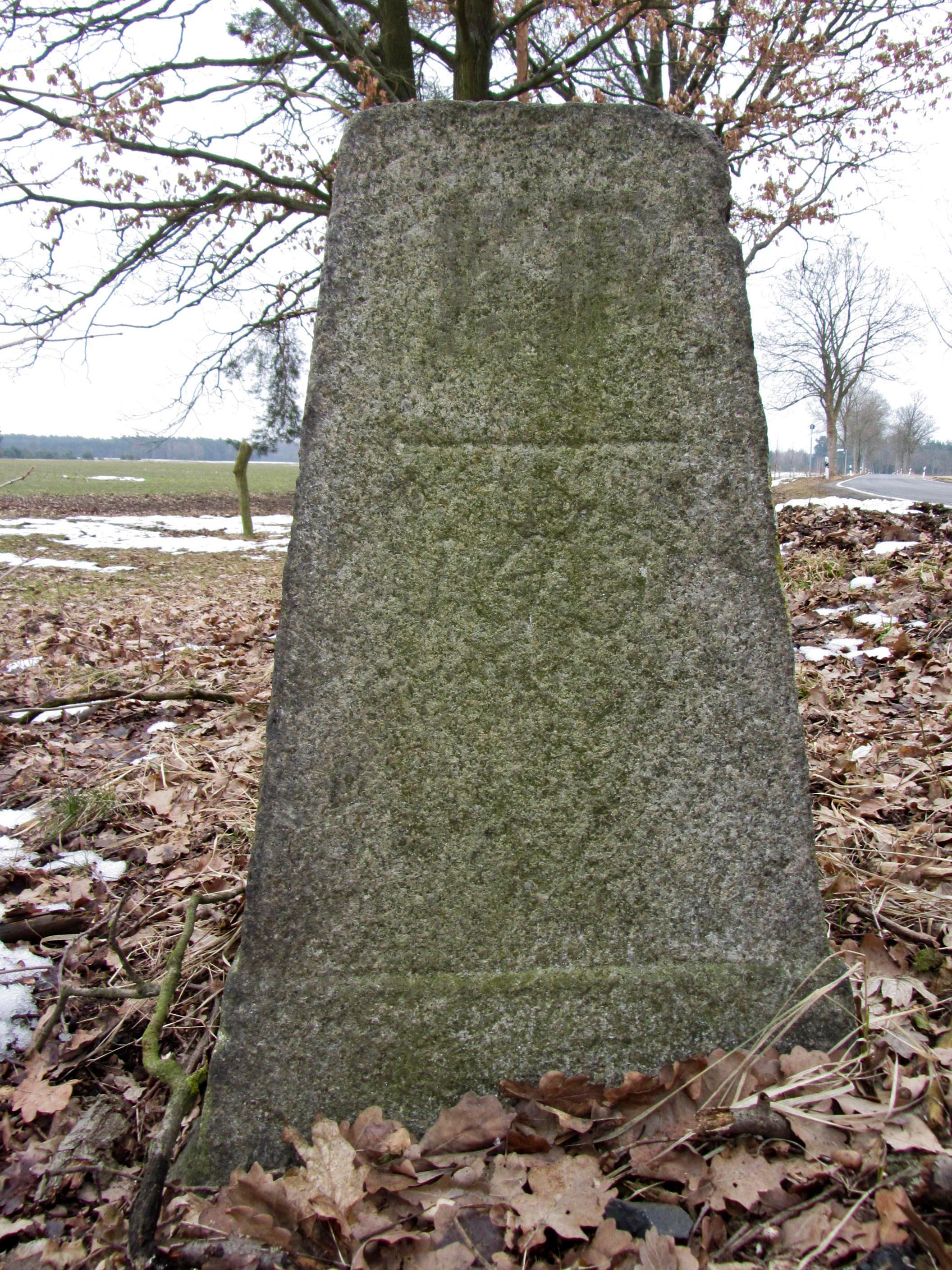
Sächsisch-Preußischer Grenzstein Nr. 145

Verwaltungsmäßig gehörte Zeisholz seit 1777 zum Bautzener Kreis und ab 1843 zum Landgerichtsbezirk Bautzen. Mit der Neuordnung der sächsischen Verwaltungsstrukturen wurde Zeisholz 1856 dem Gerichtsamt Königsbrück und 1875 der Amtshauptmannschaft Kamenz zugeordnet. 1893 ließ der neue Besitzer der Standesherrschaft Königsbrück, Karl Robert Bruno Naumann zu Königsbrück, das Kerngebiet der herrschaftlichen Heidewälder auf einer Fläche von 853 ha komplett abholzen. Das Kahlschlaggebiet erstreckte sich südlich von Zeisholz und umfasste die Otterschützer Heide, die Dürre Heide und die Krakauer Heide rund um Otterschütz.
Zu Beginn des 20. Jahrhunderts boten sich die nur dünn besiedelten Heidegebiete zwischen Zeisholz und Schmorkau wegen ihrer Nähe zur Garnisonsstadt Königsbrück als Standort eines neuen Truppenübungsplatzes für die Sächsische Armee an. Der Truppenübungsplatz Königsbrück wurde 1906 für das XII. (I. Königlich Sächsisches) Armee-Korps formell eingerichtet. Ende 1907 wurden die in der Heide gelegenen Gemeinden Otterschütz, Quosdorf und Zietsch aufgelöst. Bei der 1937 beschlossenen Erweiterung des Truppenübungsplatz wurden auch die Heidewälder westlich der Zeisholzer Teiche eingegliedert, die Dörfer Rohna und Naundorf abgesiedelt. Nach dem Ende des Zweiten Weltkrieges wurde der Truppenübungsplatz durch die sowjetische Besatzungsmacht in Beschlag genommen und 1947 willkürlich erweitert. Da damit auch der größte Teil der zu Flur Zeisholz gehörigen Heide dem Truppenübungsplatz zugeordnet wurde, reduzierte sich dadurch die Flur Zeisholz von 687 ha (1900) auf 338 ha (1947).
Damit verbunden war auch die Sperrung der durch die Duberau führenden direkten Straßenverbindung nach Schwepnitz. Das Dorf, das vor der Anlegung und Vergrößerung des Truppenübungsplatzes am Kreuzungspunkt mehrerer von Rohna, Schmorkau, Schwepnitz und Cosel nach Ruhland und Kroppen in Preußen führender Landstraßen lag, wurde damit nach Süden und Westen von jeglicher Straßenanbindung abgeschnitten. Vom sächsischen Gebiet aus ist Zeisholz seitdem einzig über eine Nebenstraße von Grüngräbchen und Cosel erreichbar, die über Lipsa nach Ruhland führt.
Die Sowjetarmee errichtete in der Duberau südöstlich von Zeisholz an der nunmehr als Panzerstraße genutzten Landstraße nach Schwepnitz ein militärisches Übungszentrum, das aus dem Zeisholzer Lager, der Offizierssiedlung „Russisches Städtchen“ sowie einem Militärbunker als vorgeschobenem Gefechtsstand für den westlichen Kriegsschauplatz bestand. 1952 wurde das Dorf während einer sowjetischen Übung beschossen. Die Alte Straße nach Kroppen wurde ebenfalls zur Panzerstraße ausgefahren. In dem außerhalb des sowjetischen Truppenübungsplatzes gelegenen Teil der Heide westlich von Zeisholz entstanden in der Folgezeit weitere Militärobjekte: der Übungsplatz der Volkspolizei-Bereitschaften mit einem Häuserkampfobjekt sowie die Fla-Raketenabteilung 313 des Fla-Raketenregiments 31 der NVA aus Straßgräbchen.
Auf dem Friedhof am südöstlichen Ortsausgang wurde 1949 eine kleine Kapelle errichtet. 1952 wurde die Gemeinde Teil des Kreises Kamenz zugeordnet. 1969 erfolgte die Vereinigung der Gemeinden Zeisholz und Cosel zur Gemeinde Cosel-Zeisholz. Zum Ende des 20. Jahrhunderts ging der bäuerliche Charakter von Zeisholz verloren. Von den früher 30 Landwirtschaftsbetrieben besteht nur noch einer, die meisten der Bauernhöfe wurden zu Wohngebäuden umgebaut und zwischen den Höfen neue Eigenheime errichtet. In der Schmiede der ehemaligen Dorfmühle entstand ein Gemeindevereinshaus, in dem auch die Freiwilligen Feuerwehr ihr Domizil hat. 1992 verließen die GSSD-Truppen den Truppenübungsplatz. Nordöstlich der Neitschmühle entstand 1974 eine Bungalowsiedlung. Seit 1996 ist Zeisholz ein Ortsteil von Schwepnitz. Seit 2008 gehört das Dorf zum Landkreis Bautzen.
Nach der Ausweisung des Naturschutzgebietes „Königsbrücker Heide“ wurden das Zeisholzer Lager mit dem Russischen Städtchen und dem Gefechtsstandsbunker in das Besucherkonzept aufgenommen, wobei dem verfallenen Lager und dem Bunker ein hohes Gefahrenpotenzial zugeschrieben wurden. Im ehemaligen Trafohaus wurde ein Informationspunkt zum Naturschutzgebiet eingerichtet.
Die Zeisholzer Teiche einschließlich der umliegende Nass- und Feuchtwiesen bilden zusammen mit den Coseler Teichen das 185 ha große FFH-Gebiet „Teichgruppe Cosel - Zeisholz“. Im Oktober 2005 erfolgte der Abriss des Zeisholzer Lagers. Am 16. Juli 2006 wurde der Besucherpfad „Alte Straße“ zwischen Kroppen und Zeisholz als Teil des Rundweges um die Königsbrücker Heide eingeweiht.

## Bevölkerungsentwicklung
| Jahr | Einwohner                               |
| ---- | --------------------------------------- |
| 1777 | 7 besessene Mann, 9 Gärtner, 11 Häusler |
| 1834 | 190                                     |
| 1871 | 216                                     |
| 1890 | 193                                     |
| 1910 | 174                                     |
| 1925 | 175                                     |
| 1938 | 153                                     |
| 1946 | 158                                     |
| 1950 | 183                                     |
| 1964 | 182                                     |
| 2011 | 131                                     |

## Denkmale
- zwei Sächsisch-Preußische Grenzsteine
- Alte Schule
- Neitschmühle, die seit 1749 bestehende ehemalige Schrot- und Sägemühle gilt als das älteste Gebäude von Zeisholz